# Pepperdine University Men's Volleyball
La Pepperdine University Men's Volleyball è la squadra di pallavolo maschile appartenente alla Pepperdine University, militante nella Division I NCAA.

## Storia
Il programma di pallavolo maschile della Pepperdine University inizia nel 1971, anno in cui aderisce alla Division I NCAA. Durante i primi anni di attività il programma cambia frequentemente allenatore, ma ottiene comunque buoni risultati: nella Division I 1976 arriva la prima finale NCAA, persa contro la University of California, Los Angeles, seguita dal terzo posto dell'edizione successiva e poi dalla vittoria del primo titolo nel 1978, nel remake contro UCLA della finale di due anni prima.
Ad inizio anni ottanta il programma raggiunge ben quattro finali consecutive: nelle prime due si arrende alla solita UCLA, mentre in quelle del 1985 e del 1986 arrivano il secondo ed il terzo titolo NCAA, questa volta ai danni della University of Southern California. Dal 1989 al 1999 il programma viene affidato nuovamente a Murv Dunphy, che guida la squadra alla vittoria del quarto titolo, battendo nel 1992 la Stanford University, ed alla finale del 1998, dove a spuntarla sono ancora una volta i Bruins di Los Angeles.
Nel 2000 Jeff Stork diventa allenatore della squadra, guidandola fino alla Final Four, ma già nell'anno successivo ritorna Murv Dunphy, che traghetta la squadra alla finale del 2002, persa contro la University of Hawaii at Manoa ed alla Final Four dell'anno successivo. La vittoria del quinto titolo NCAA arriva nel 2005 a discapito dei soliti Bruins. Nel 2007 e nel 2008 i Waves fanno altre due apparizioni in post season, uscendo di scena rispettivamente in semifinale ed in finale, dove perdono contro la Pennsylvania State University.

## Palmarès
- NCAA Division I: 5

1978, 1985, 1986, 1992, 2005

## Allenatori
- 1971-1972: Moo Park
- 1973-1974: Burt DeGroot
- 1975-1976: Harlan Cohen
- 1977-1978: Murv Dunphy
- 1979-1981: Kirk Kilgour
- 1982-1985: Murv Dunphy
- 1986-1988: Ron Wilde
- 1989-1999: Murv Dunphy
- 2000: Jeff Stork
- 2001-: Murv Dunphy